# Epigynopteryx guichardi
Epigynopteryx guichardi är en fjärilsart som beskrevs av Edward P. Wiltshire 1982. Epigynopteryx guichardi ingår i släktet Epigynopteryx och familjen mätare. Inga underarter finns listade i Catalogue of Life.